# Pelé (ur. 1978)
Pedro Miguel Cardoso Monteiro, znany również jako Pelé (ur. 2 maja 1978 w Albufeirze) – kabowerdeński piłkarz, w latach 1996–2018 występujący na pozycji obrońcy.

## Kariera klubowa
Pelé urodził się w Portugalii w rodzinie pochodzącej z Republiki Zielonego Przylądka. Karierę rozpoczynał w 1997 roku w trzecioligowym zespole Imortal DC. W 2002 roku przeszedł do drugoligowego SC Farense. Grał w nim przez rok. W 2003 roku trafił do pierwszoligowego CF Os Belenenses. W Primeira Liga zadebiutował 23 sierpnia 2003 roku w przegranym 2:4 pojedynku ze Sportingiem CP. 30 listopada 2003 roku w zremisowanym 2:2 spotkaniu z CS Marítimo strzelił pierwszego gola w Primeira Liga. W Belenenses spędził 3 lata.
W 2006 roku Pelé podpisał kontrakt z angielskim Southamptonem z Championship. W tych rozgrywkach pierwszy mecz zaliczył 6 sierpnia 2006 roku przeciwko Derby County (0:0). Przez rok w barwach Southamptonu rozegrał 37 spotkań i zdobył 1 bramkę.
W 2007 roku odszedł do West Bromwich Albion, także grającego w Championship. W 2008 roku awansował z nim do Premier League. W lidze tej zadebiutował 17 stycznia 2009 roku w wygranym 3:0 pojedynku z Middlesbrough. Graczem West Bromwich był przez 2 lata.
W połowie 2009 roku Pelé przeszedł do szkockiego Falkirk. W Scottish Premier League debiut zanotował 21 listopada 2009 roku w wygranym 2:0 meczu z Hamilton Academical. Po roku spędzonym w Falkirk, trafił do angielskiego Milton Keynes Dons (League One). W jego barwach nie zagrał jednak ani razu. We wrześniu 2010 roku odszedł z klubu.
Potem grał w siódmoligowych Northwich Victoria oraz Hednesford Town. W styczniu 2012 roku podpisał kontrakt z zespołem Hayes & Yeading United z Conference National. W 2018 zakończył karierę w AFC Totton.

## Kariera reprezentacyjna
W reprezentacji Republiki Zielonego Przylądka Pelé zadebiutował w 2006 roku.